# 140 ударов в минуту
«140 ударов в минуту» — российская поп-группа, основанная продюсером, поэтом и композитором Сергеем Коневым, а также сопродюсером Василием Ровенским в Москве, в 1999 году.

## История

### Ранние годы (1989—1998)
В 1989 году, во время учёбы в техникуме Сергей Конев создал свой первый музыкальный коллектив, в этой группе он играл на синтезаторе. Группа просуществовала с 1989 по 1991 год. В 1992 году Сергей Конев создал второй коллектив «Вечное движение» (1992—1994), который за время существования сменил 3 состава. В 1994 году Сергей Конев познакомился с Юрием Абрамовым, вместе они создали третий коллектив — «DJ Beat & Seventh Project»,- который выпустил единственный магнитоальбом «Закат вручную».
В 1994 году Сергей Конев увидел в газете объявление о том, что певец Андрей Губин хочет сотрудничать с композиторами, авторами текстов и исполнителями. Сергей показал Андрею Губину несколько своих песен, одна из них «Одинокий волк» понравилась его отцу — Виктору Губину. Впоследствии Андрей Губин сделал из неё песню «Мальчик-бродяга», которая стала большим хитом в России. По словам Сергея, Андрей Губин не включил его в авторы музыки, официально оформив только свое авторство. В СМИ сообщили, что Сергей Конев обвинил певца в краже песни. Сам Сергей опровергнул эту информацию, заявив, что никогда ни в чем не обвинял Андрея Губина. Также он отметил, что у них давно с ним дружеские отношения.
В 1998 году Сергей Конев писал песни для разных исполнителей, среди них: группа «Дюна» (Чи-чи-га), Елена Соболевская (Мелодия любви), Светлана Рутковская и группа «Миражи» (Карнавальная ночь), Кристина Бергер (Забудь-забудь, Серёженька). Осенью 1998 года Сергей познакомился с продюсером лейбла «Видеосервис» Василием Ровенским. В течение года после бесконечных кастингов солистом в группу по контракту пригласили Евгения Крупника.

### Поздние годы (с 1999)
В апреле 1999 года была создана группа «140 ударов в минуту». Название для группы придумал сам Сергей Конев, по его словам, в конце 90-х этот темпоритм считался самым популярным, его использовали группы «Руки Вверх!», «Демо» и др.
В мае-июне 1999 года были записаны первые песни, среди них песня «Тополя», ставшая визитной карточкой группы. В июне 1999 года состоялся первый концерт группы в Павловском Посаде. В то же время участники группы «Кристина Corp.» Сергей Воронков, умерший в ноябре 2020 года, и Сергей Ворожбит пригласили Сергея Конева для работы над альбомом «Горькая любовь». Сергей Конев сделал аранжировки для всех песен этого альбома, что придало им танцевальный стиль. В них можно услышать похожие семплы как и в песнях «140 ударов в минуту». Ударные сделал Сергей Ворожбит.
В ноябре 1999 года на лейбле «Видеосервис» вышел дебютный альбом «На одном дыхании», в который вошли две танцевальные композиции «Колбасная», «Танцуем», ремикс на песню «Тополя» и караоке-версия этой песни. В начале 2000 года Сергей Конев пишет песню для Елены Соболевской «Я забуду о тебе» и делает аранжировку для песни группы «Хамелеон» «Колыбельная». В мае 2000 года вышел второй альбом «В реальном времени», в который вошли несколько песен из первого альбома и новые песни, а также композиция «Колбасная № 2» и песня «Знай, что я тебя люблю!» (на музыку Сергея Конева и Александра Лунёва), которая стала саундтреком к фильму Ильи Хотиненко «Лицо французской национальности».
В 2000 году Сергей Конев пишет песню для Натальи Новиковой «Теперь без тебя». В ноябре 2000 года вышел третий альбом «Новое измерение», в который вошли уже новые песни, а также композиция «Колбасная № 3» и песня «Выпускной 2000», исполненная совместно с группой «Охо-хо», в составе которой участвовал сын Александра Малинина — Никита Малинин (в будущем участник 3 сезона шоу «Фабрика звёзд»). Ранее песня была написана для альбома группы «Охо-хо» «Далеко...».
В начале 2001 года вышел четвертый альбом «Ритм сердца», который является последней работой лейбла «Видеосервис». В альбом вошла песня «Прости его», в которой рассказывается история о девушке и её парне, умирающем у неё на руках под воздействием наркотических веществ. За основу музыки к этой песне был взят семпл, использованный в треке Даруда «Sandstorm» 2000 года. Также в альбом вошёл ремикс на песню «Вернуть тебя» из второго альбома. В августе 2001 года на лейбле «Music Attack» (подразделение лейбла «Видеосервис») вышел пятый альбом «Высокое напряжение», в который вошла песня «Отпусти», исполненная совместно с Виталием Мозером (DJ Vital) и группой «3 желания». В то же время вышла компиляция «Погружение в любовь» (2 части), в которую вошли песни из предыдущих альбомов в новых версиях и новые песни. В середине 2002 года вышел шестой альбом «Седьмое чувство», который является последней работой Юрия Абрамова. В альбом вошла песня «Два ковбоя», переработанная из песни «Чи-чи-га» группы «Дюна».
В конце 2002 года на лейбле «Music Attack Germany» (подразделение лейбла «Music Attack») вышел седьмой альбом «Максимальное ускорение». В то же время Сергей Конев пишет песни для Ольги Поздняковской (Поехала крыша, Ревность, Сердце, Не прошу, Буду ждать, Где-то ты, Слишком поздно) и проекта Вячеслава Эйхвальда «Vit@min» (Пампушка!!!). В начале 2003 года на лейбле «Music Attack» вышел восьмой альбом «S.O.S.», в который вошёл каверы на песни «Прощай» Вячеслава Добрынина и «Клён» ВИА «Синяя птица». В середине 2003 года на лейбле «Music Attack Germany» вышел девятый альбом «Скорость звука».
В 2006 году на лейбле «Квадро-Диск» вышел десятый альбом «С днём рождения, любимая!». В 2008 году на лейбле «Монолит» вышел одиннадцатый альбом «Сезон охоты». В 2009 году на лейбле «Квадро-Диск» вышел двенадцатый альбом «10 лет», посвящённый 10-летию группы. В 2010 году вышла компиляция «Безопасное извлечение», которая является последней работой Евгения Крупника. В 2010 году в группу пришел новый солист Андрей Иванов. В 2012 году на лейбле «Торговый Союз» вышел тринадцатый альбом «Второе дыхание». В октябре 2014 года на лейбле «Creative Media» вышел четырнадцатый альбом «Запрещенная реальность», в который вошла песня «Офицеры», посвящённая участникам Великой Отечественной войны.
В 2019 году вышел пятнадцатый альбом «Нонсенс», в который вошла новая версия песни «Знай, что я тебя люблю!». В 2020 году Андрей Иванов ушёл из группы, вернулся Евгений Крупник. В 2021 году вышел пятнадцатый альбом «Маршрут перестроен». В 2022 году вышел семнадцатый альбом «Gold-Драйв», в который вошли старые песни в исполнении Сергея Конева. В настоящее время группа гастролирует со старыми и новыми хитами по всем городам России.

### Группа «Провокация»
В 2007 году на лейбле «Квадро-Диск» вышел дебютный альбом «Грязные танцы» проекта Сергея Конева «Провокация». Песни, вошедшие в альбом, были написаны в период 2003—2007 годов. Участницы группы — Залина Сундукова и Олеся Остапенко.

### Товарный знак «140 ударов в минуту»
5 марта 2012 года был зарегистрирован товарный знак «140 ударов в минуту». Его основателем является Сергей Конев.

### Смерть Юрия Абрамова
9 января 2020 года в Химках в возрасте 47 лет скончался бывший солист группы Юрий Абрамов. Как сообщил Telegram-канал «Life», Юрий шёл в магазин, поскользнулся и упал, ударившись головой, его нашли лежащим и доставили в больницу с переохлаждением, спасти его не удалось. Юрий работал в группе до 2002 года, позже начал работать диджеем под псевдонимом «MC Ura Beat».
11 января 2020 года в Химках прошли похороны Юрия Абрамова.

## Состав
- Сергей Владимирович Конев (род. 19 июня 1973, Химки, Московская область, СССР) — музыка, слова, аранжировка, вокал
- Евгений Михайлович Крупник (род. 9 апреля 1981, Москва, Московская область, СССР) — вокал (1999—2010, с 2020 — в настоящее время)
- Юрий Абрамов (род. 4 мая 1972, Химки, Московская область, СССР — ум. 9 января 2020, там же) — вокал, бэк-вокал, подтанцовка (1999—2002)
- Андрей Александрович Иванов (род. 28 февраля 1981, Москва, Московская область, СССР) — вокал (2010—2020)

## Дискография

### Альбомы
- 1999 — На одном дыхании (Видеосервис)
- 2000 — В реальном времени (Видеосервис)
- 2000 — Новое измерение (Видеосервис)
- 2001 — Ритм сердца (Видеосервис)
- 2001 — Высокое напряжение (Music Attack)
- 2002 — Седьмое чувство (Music Attack)
- 2002 — Максимальное ускорение (Music Attack Germany)
- 2003 — S.O.S. (Music Attack)
- 2003 — Скорость звука (Music Attack Germany)
- 2006 — С днём рождения, любимая! (Квадро-Диск)
- 2008 — Сезон охоты (Монолит)
- 2009 — 10 лет (Квадро-Диск)
- 2012 — Второе дыхание (Торговый Союз)
- 2014 — Запрещённая реальность (Creative Media)
- 2019 — Нонсенс (Creative Media)
- 2021 — Маршрут перестроен (Creative Media)
- 2022 — Gold-Драйв (Creative Media)

### Компиляции
- 2001 — Погружение в любовь (2 части) (Music Attack)
- 2010 — Безопасное извлечение (Квадро-Диск)

### Сборники
- 2002 — The Best (Music Attack)
- 2002 — Дискотека 140 ударов в минуту (Music Attack)[14]
- 2002 — Прощай (бутлег) (Deconstraction)
- 2005, 2011 — Grand Collection (Квадро-Диск)
- 2007 — Grand Collection (DVD)
- 2014 — Дискотека: 140 ударов в минуту (Creative Media)
- 2018 — Ремиксы (Creative Media)

### Синглы
- 2014 — Я иду по осени (Creative Media)
- 2015 — Что тебе сказать (MediaLand)
- 2018 — Девочка лета (feat. Dejavue) (Creative Media)
- 2018 — В полночь (Creative Media)
- 2018 — А ну-ка, подойди (Creative Media)
- 2018 — Катажина (Creative Media)
- 2019 — Я еду в Вологду (Creative Media)
- 2021 — Зараза (feat. Timofeev) (Creative Media)
- 2021 — Растаял сон (Creative Media)
- 2021 — Котёнок мой (Radio Edit Version) (Creative Media)
- 2022 — Но не вернуть тебя (Creative Media)
- 2022 — Пусть в этот Новый год (feat. Timofeev) (K.I.V.ok music)
- 2023 — Лимузин (K.I.V.ok music)
- 2023 — Холостой (feat. Vagapov’s Bro’s) (K.I.V.ok music)
- 2023 — Моя малышка (feat. Игорь Барановский) (K.I.V.ok music)
- 2023 — Ты будешь моей (feat. Vagapov’s Bro’s) (K.I.V.ok music)

## Видеография
- 1999 — Тополя (режиссёр Александр Игудин, оператор Алексей Тихонов)
- 2000 — Без тебя (режиссёр Александр Игудин, оператор Алексей Тихонов)
- 2000 — Вау-ва (режиссёр Александр Игудин, оператор Алексей Тихонов)
- 2001 — Не сходи с ума (режиссёр Александр Игудин, оператор Алексей Тихонов)

## Телевидение
- 1999—2000 — Башня (РТР)
- 2001 — Ваша музыка (ТВ-6)[15]
- 2002 — Однажды вечером (ТНТ)[16]
- 2019 — Андрей Малахов. Прямой эфир (Россия-1)
- 2023 — Дискотека дискотек (RU TV)[17]